# George William Montagu-Douglas-Scott
George William Montagu-Douglas-Scott OBE (ur. 31 sierpnia 1866 w Bowhill, zm. 23 lutego 1947 w Melrose) – brytyjski arystokrata i wojskowy, młodszy syn Williama Montagu-Douglasa-Scotta, 6. księcia Buccleuch, i lady Louisy Jane Hamilton, córki 1. księcia Abercorn.
Karierę wojskową lord George rozpoczął podczas II wojny burskiej 1899–1902, gdzie dosłużył się rangi kapitana. Walczył również podczas I wojny światowej. Dosłużył się tam rangi podpułkownika. Był członkiem Królewskiej Kompanii Łuczników. Sprawował urząd zastępcy Lorda Namiestnika Roxburgshire i Sędziego Pokoju (Justice of the Peace, JP) w tymże hrabstwie. W 1919 r. został oficerem Orderu Imperium Brytyjskiego.
30 kwietnia 1903 r. w Belvoir Castle, lord George poślubił lady Elisabeth Manners, córkę Johna Mannersa, 7. księcia Rutland i Janetty Hughan, córki Thomasa Hughana. George i Elisabeth mieli razem dwóch synów i trzy córki:
- Phyllis Anne Montagu-Douglas-Scott (1904–1978), żona Thomasa Cholmondeleya, 4. barona Delamere, miała dzieci
- Jeanetta Ruth Montagu-Douglas-Scott (1906–1997), żona majora Jamesa Williama Stirling-Home-Drummond-Moraya. Miała dzieci
- Marjorie Katherine Montagu-Douglas-Scott (1906–1994), żona majora Thomasa Archibalda Hacket-Paina i Adama Bella. Miała dzieci
- John Henry Montagu-Douglas-Scott (1911–1991), podpułkownik, Strażnik Pokoju w Roxburghshire, weteran II wojny światowej, odznaczony Military Cross. Ożenił się z Anne Pearce Arabellą Mackintosh. Miał dzieci
- Claud Everard Walter Montagu-Douglas-Scott (1915–1994), podpułkownik, weteran II wojny światowej, odznaczony Military Cross i Teritorial Decoration. Ożenił się z Margaret Frances Philips. Miał dzieci